# Hitobashira
Le hitobashira (人柱, pilier humain), anciennement pratiqué au Japon, est un sacrifice humain de personnes enterrées vivantes sous ou près de bâtiments de grande envergure comme des barrages, des ponts et des châteaux, en guise de prière aux kamis afin que le bâtiment ne soit pas détruit par des catastrophes naturelles telles que des inondations ou par des attaques ennemies. Le hitobashira peut également se référer aux travailleurs enterrés vivants dans des conditions inhumaines.

## Histoire
Quelques-uns des plus anciens témoignages écrits de hitobashira se trouvent dans le Nihon shoki (Les Chroniques du Japon). Une histoire relative à l'empereur Nintoku (vers 323) rapporte le débordement des rivières Kitakawa et Mamuta. La protection contre l'inondation était au-delà de la capacité de la population sinistrée. L'empereur a eu une révélation divine dans son rêve l'informant qu'il y avait une personne nommée Kowakubi dans la province de Musashi et une autre appelée Koromono-ko dans la province de Kawachi. Si les deux étaient sacrifiées aux divinités des deux rivières respectives, la construction de digues serait facilement achevée. Kowakubi a ensuite été jeté dans le torrent de la Kitakawa et une prière offerte à la divinité de la rivière. Par ce sacrifice, il a été possible de construire entièrement le remblai. Koromono-ko cependant a échappé au sacrifice. Le Yasutomi-ki, un journal du XVe siècle, documente la fameuse tradition du Nagara-no Hitobashira. Selon ce texte, une femme qui portait un enfant sur son dos a été capturée alors qu'elle passait le long de la rivière Nagara et enterrée à l'endroit où devait alors être construit un grand pont. Les traditions liées au hitobashira sont presque toujours associées à de complexes et dangereux projets qu'il est nécessaire de construire et la plupart du temps avec de l'eau. Les histoires de hitobashira étaient censées inspirer un esprit de sacrifice dans la population.
Les histoires de hitobashira et autres sacrifices humains sont choses courantes au Japon jusqu'à la fin du XVIe siècle. Cette pratique a de nos jours complètement disparu.

## Exemples architecturaux

### Château de Maruoka

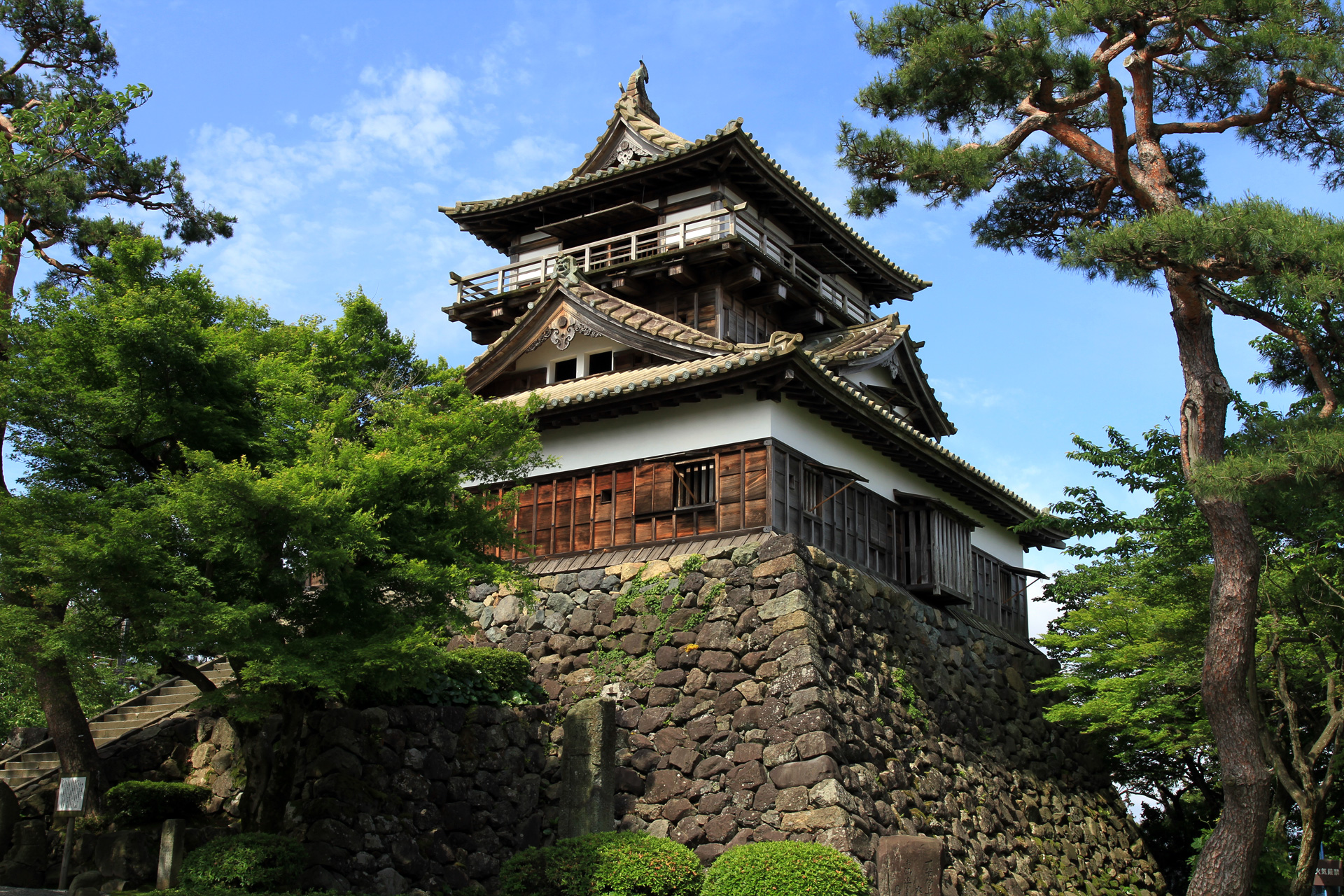
Donjon du château de Maruoka.

Le château de Maruoka est l'un des plus anciens châteaux du Japon et la légende d'O-shizu, Hitobashira dit qu'il a été construit avec un pilier humain.
Alors que Shibata Katsutoyo, le neveu de Shibata Katsuie, était engagé dans la construction d'un château à Maruoka, le mur de pierre du donjon (tenshu) s'effondrait régulièrement, quel que soit le nombre de fois où les pierres étaient amassées. Un vassal a suggéré que quelqu'un devait être l'objet d'un sacrifice humain (hitobashira). O-shizu, une femme borgne qui avait deux enfants et menait une vie pauvre, a été choisie comme hitobashira. Elle accepte à la condition que l'un de ses enfants soit fait samouraï puis est enterrée sous le pilier central du donjon du château. Peu de temps après, la construction du donjon est achevée avec succès. Mais Katsutoyo a été transféré dans une autre province et le fils n'a pas été fait samouraï. L'esprit plein de ressentiment d'O-shizu provoque régulièrement par la suite le débordement du fossé avec les pluies du printemps quand la saison de la coupe des algues arrive en avril chaque année. Les gens l'appellent « la pluie causée par les larmes de la douleur d'O-shizu » et érigent une petite tombe pour apaiser son esprit. Un poème nous est parvenu : « La pluie qui tombe quand arrive la saison de la coupe des algues est la pluie qui rappelle les larmes de douleur de la pauvre O-shizu. » Il a été observé depuis que l'instabilité des murs du château de Maruoka a vraisemblablement été causée par la conception elle-même du château. Bien que construit durant l'époque Azuchi Momoyama (1575-1600), la conception du bâtiment est plus indicative de forteresses antérieures. La base escarpée montre un style d'empilement aléatoire des pierres qui est proposé comme source d'instabilité dans les murs, ce qui peut avoir conduit à l'utilisation d'un être humain comme pilier lors de sa construction.

### Pont Matsue Ohashi

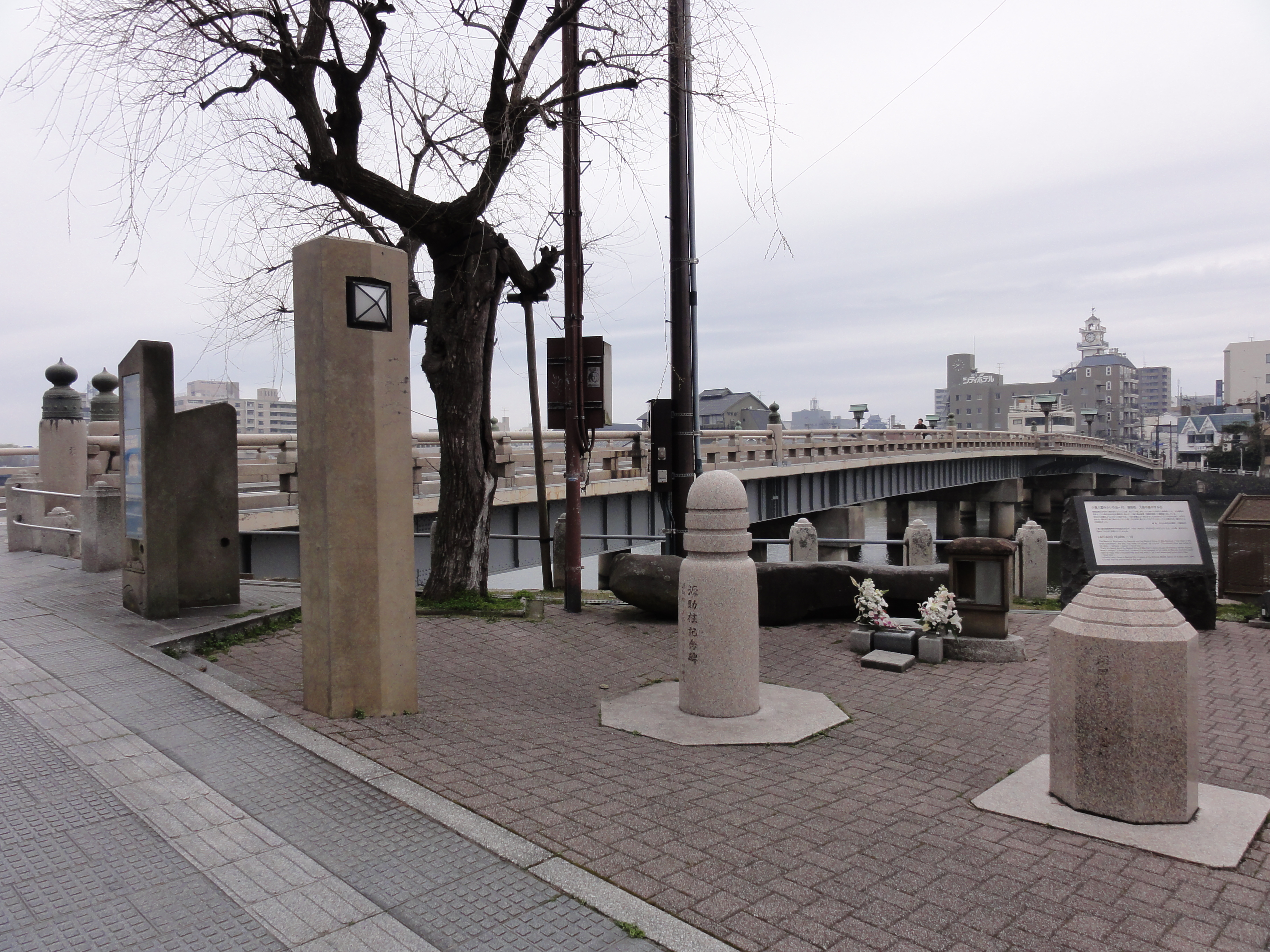
Mémorial au pied du pont Matsue Ohashi.

Selon la légende, la construction du pont Matsue Ohashi a occasionné un sacrifice humain. Le parc voisin est nommé Gensuke en l'honneur du sacrifié avec un mémorial dédié aux victimes mortes pendant la construction du pont.
Lorsque Horio Yoshiharu, le grand général devenu daimyo de la province d'Izumo au cours de l'ère Keichō, a entrepris de construire un pont sur l'embouchure de la rivière, les constructeurs ont travaillé en vain car il semblait qu'il n'y avait pas de fond solide sur lequel les piliers du pont puissent reposer. Des millions de grosses pierres ont été jetés en vain dans la rivière, car le travail construit de jour était emporté ou englouti de nuit. Néanmoins, le pont a finalement été construit mais les piliers ont commencé à s'enfoncer peu de temps après qu'il a été terminé. Puis une inondation a emporté la moitié de l'ouvrage et aussi souvent qu'il était réparé, aussi souvent il était détruit. Alors, un sacrifice humain a été réalisé pour apaiser les esprits vexés de l'inondation. Un homme a été enterré vivant dans le lit du fleuve en dessous de la place du pilier du milieu, là où le courant est le plus perfide, et par la suite le pont est resté immobile pendant trois cents ans. La victime qui s'appelait Gensuke vivait dans la rue de Saikamachi. Il avait été décidé que le premier homme qui traverserait le pont portant un hakama sans machi (un morceau rigide de tissu pour garder les plis du vêtement perpendiculaires et paraissant soignés) devrait être mis sous le pont. Gensuke qui a passé sur le pont sans machi dans son hakama a été sacrifié. Le pilier le plus au milieu du pont a été appelé pendant trois cents ans de son nom « Gensuke-bashira ». Certains croient que le nom « Gensuke » n'était pas le nom d'un homme mais le nom d'une ère du Japon, corrompu par le dialecte local. La légende est si profondément ancrée que lorsque le nouveau pont a été construit vers 1891, des milliers de gens du pays avaient peur de venir à la ville car les rumeurs prétendaient qu'une nouvelle victime serait nécessaire, qui devait être choisie parmi eux.

### Château de Matsue

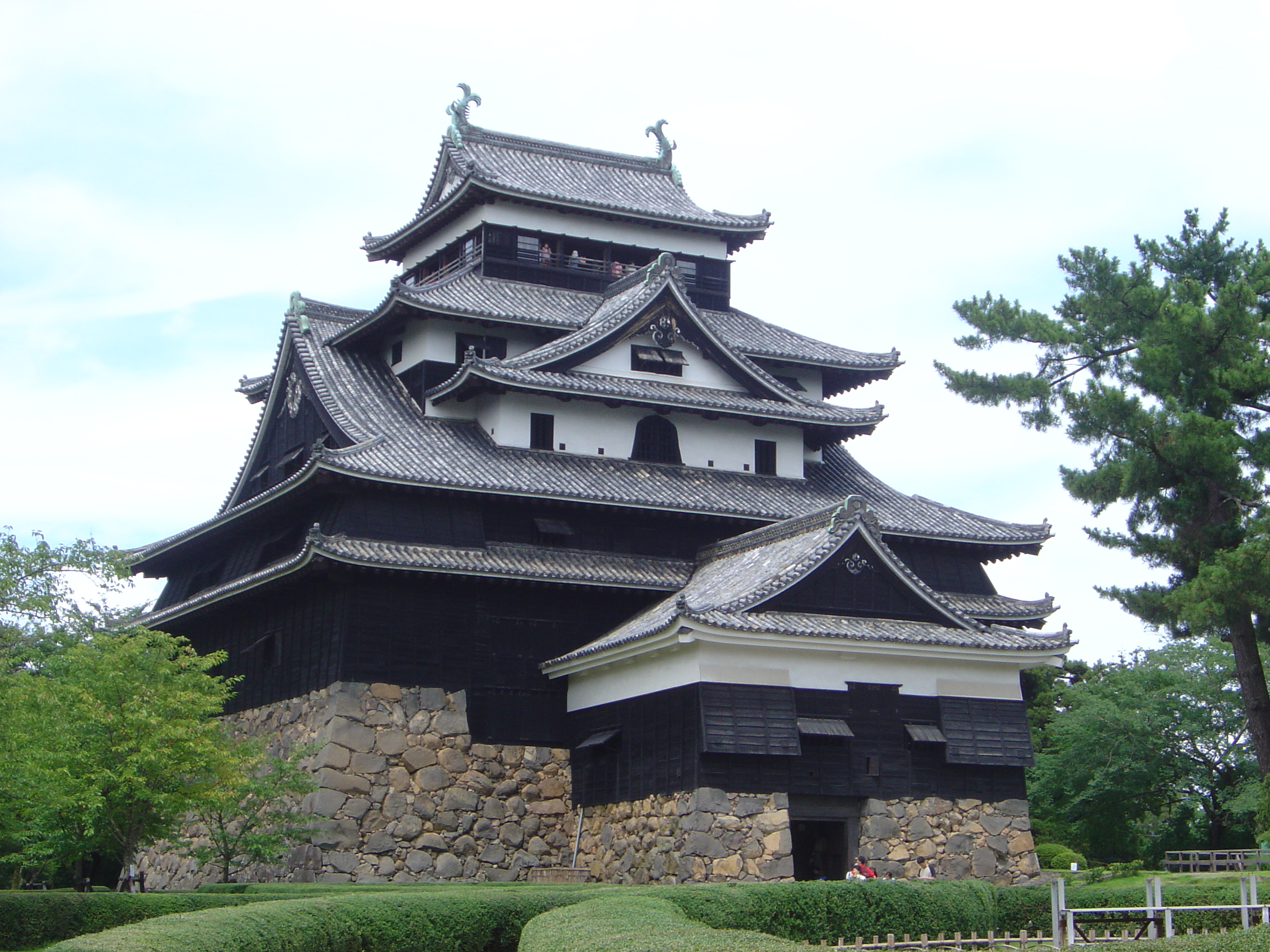
Donjon du château de Matsue.

Selon la légende, le château de Matsue aurait été construit sur le sacrifice d'une jeune femme enterrée sous les murs de pierre du château. Son nom n'a jamais été enregistré et rien de ce qui la concerne ne nous est connu sauf qu'elle est censée avoir été une belle jeune fille qui aimait la danse et est nommée tout simplement la jeune fille de Matsue. Après la construction du château, une loi a été votée interdisant à toute jeune fille de danser dans les rues de Matsue parce que la colline de Shiroyama frémirait et le château serait secoué de « haut en bas ».

## Autres
- À Wanouchi dans la préfecture de Gifu au cours de l'incident de l'amélioration de la Horeki-gawa en 1754 qui supposait la construction difficile et dangereuse de digues fluviales, un serviteur local a volontairement donné sa vie en restant sous une chute d'eau afin d'empêcher un pilier de la fondation de se déplacer jusqu'à ce qu'il puisse être fixé du dessus. En plus d'aider à la construction, ce sacrifice a également été considéré comme une offrande aux divinités assurant ainsi le succès du projet (donc un hitobashira).
- Lors de la rénovation du pont Nijubashi du Kōkyo, des douzaines de corps humains, debout et allongés, ont été retrouvés dans les fondations[12].

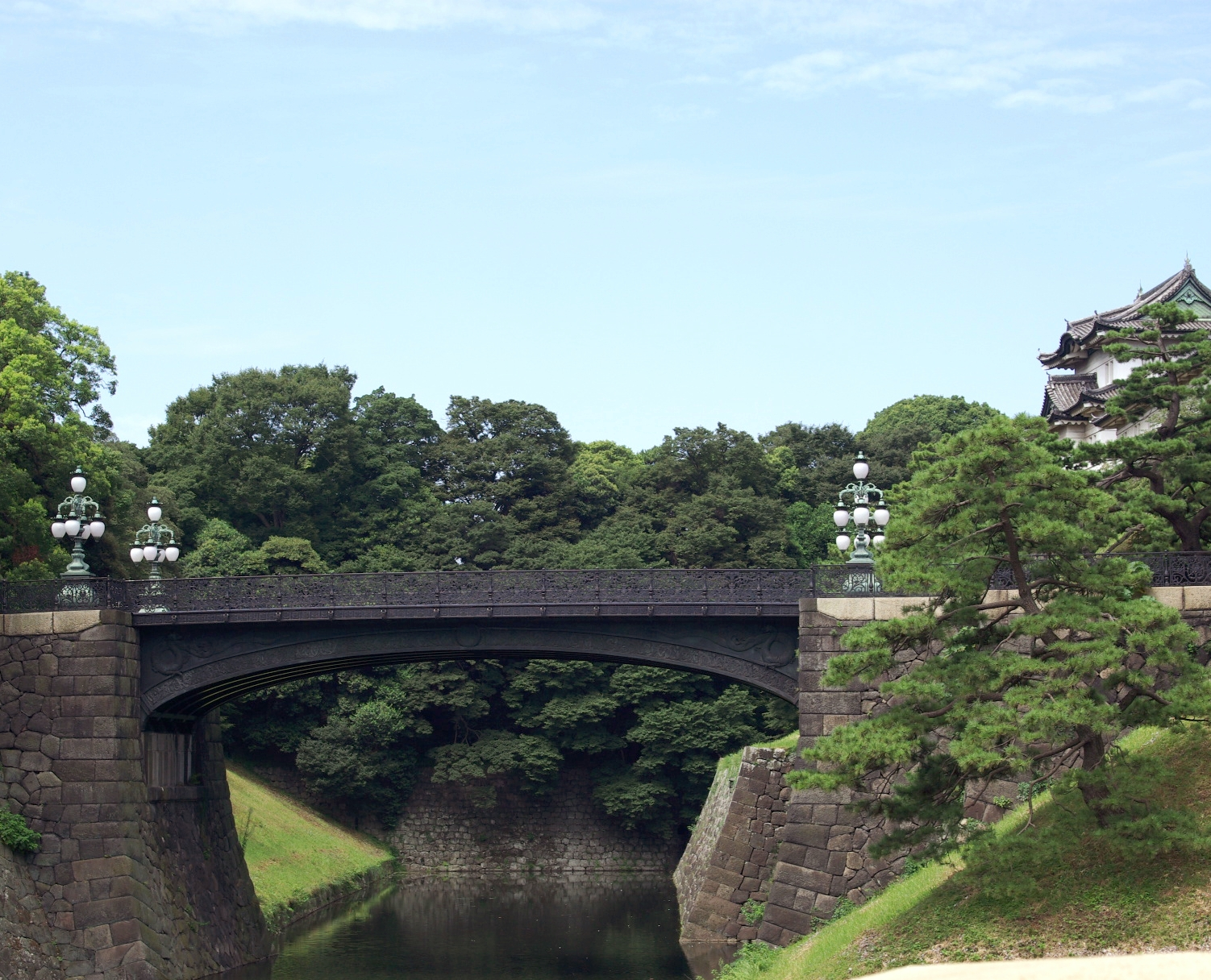
Le pont de Nijubashi.